# Teodor Knorr
Teodor Edward Knorr (ur. 2 grudnia 1822 w Toruniu, zm. po 1840), malarz toruński, głównie portrecista.

## Życiorys
Był synem Piotra i Anny Marii z domu Knaack. W latach 1836–1838 uczył się malarstwa w warsztacie Georga Adalberta (Jerzego Wojciecha) Jacobiego, u którego wykonał pracę czeladniczą – rysunek prezentujący alegorię wiary, przedłożony cechowi malarzy i rzeźbiarzy 20 kwietnia 1840.
Zachowało się dziewięć obrazów pędzla Knorra, z czego kilka jest podpisanych przez niego, a pozostałe mu przypisano po analizie stylu. Był twórcą portretów członków najbliższej rodziny, najprawdopodobniej ojca, matki i siostry, a także postaci historycznych – Napoleona, Fryderyka II, Fryderyka Wilhelma III, Fryderyka Wilhelma IV. Wśród zachowanych prac są też dwa obrazy z gatunku malarstwa rodzajowego – Kobieta z koszem jaj oraz Awantura domowa.
Knorr tworzył obrazy olejne na płótnie. Malarz koncentrował się wyłącznie na samej osobie portretowanej, którą umieszczał na neutralnym tle, zapewne w związku z niskimi umiejętnościami w odtwarzaniu wnętrz i pejzaży; zgodnie z tendencjami kształcenia w cechu malarskim odtwarzał natomiast starannie ubiór postaci. Braki w wyszkoleniu artystycznym wpłynęły również na uproszczenie formy malarskiej.
Cztery z zachowanych prac Teodora Knorra sygnowane są datami 1839 i 1840. Pozostałe prace powstały najpewniej w tym samym okresie. Brak danych o późniejszych pracach i życiu młodego malarza pozwala przypuszczać, że nagle wyjechał z Torunia, albo porzucił próby artystyczne na rzecz malarstwa pokojowego, wzorem wielu kolegów z cechu.
Część obrazów Knorra znalazły się w zbiorach Muzeum Okręgowego w Toruniu.